# 飯田明弘
飯田 明弘（いいだ あきひろ、1946年12月9日 - 2017年9月15日）は中央競馬・栗東トレーニングセンターに所属していた元騎手・元調教師。東邦高等学校卒。息子は元騎手・現調教師の飯田祐史。孫はタレントの足立梨花。

## 来歴
1965年、中京・小林稔厩舎所属の騎手候補生となる。
1969年、同厩舎より騎手デビュー。初騎乗は3月1日で、タカレットに騎乗し2着、3月16日に再び同馬に騎乗して勝利し初勝利を挙げる。
1970年、中京記念をゼットアローで制し重賞初勝利を挙げる。
1982年、フリーとなる。同年9月5日のレース中に村本善之騎手（当時）の頭を2度打ち、開催4日間の騎乗停止となる。
1988年、調教師免許を取得し騎手を引退する。騎手成績は、JRA通算5305戦632勝（重賞24勝）。 
1989年、厩舎を開業する。3月4日、初出走となった阪神競馬場での第11レースは、7番人気だったタカシャネルが9着となる。3月26日に阪神競馬場での第3レースで、1番人気だったリュウシャムソンが勝利し延べ9頭目で初勝利を挙げる。
1993年、息子・祐史が騎手となり厩舎に所属する。
1995年、東京障害特別（春）をリターンエースが制し重賞初勝利を挙げる。
1997年、5月29日に管理馬が地方競馬に初出走。
2002年、4月4日に名古屋競馬場で行われた名古屋優駿を10番人気だったホーマンキュートが制し、地方競馬初勝利およびダートグレード競走初勝利を挙げる。
2013年、優駿牝馬（オークス）をメイショウマンボで、JRA・G1競走初勝利を挙げる。
2014年、体調不良を理由に2月28日付をもって調教師を引退。預託馬のうちメイショウマンボは、同年3月に厩舎を新規開業した息子の祐史に預託された。
2017年9月15日、病気のため逝去。70歳没。

## 騎手成績
| 通算成績 | 1着 | 2着 | 3着 | 騎乗数 | 勝率 | 連対率 |
| -------- | --- | --- | --- | ------ | ---- | ------ |
| 平地     | 632 | 600 | 557 | 5303   | .119 | 232    |
| 障害     | 0   | 0   | 0   | 2      | .000 | .000   |
| 計       | 632 | 600 | 557 | 5305   | .119 | .232   |

|            | 日付           | 競走名       | 馬名             | 頭数 | 人気 | 着順 |
| ---------- | -------------- | ------------ | ---------------- | ---- | ---- | ---- |
| 初騎乗     | 1969年3月1日   | -            | タカレット       | -    | -    | 2着  |
| 初勝利     | 1969年3月16日  | -            | タカレット       | -    | -    | 1着  |
| 重賞初騎乗 | 1969年7月27日  | 函館記念     | ミッキーゴイチ   | 7頭  | 7    | 7着  |
| 重賞初勝利 | 1970年11月8日  | 中京記念     | ゼットアロー     | 10頭 | 10   | 1着  |
| GI級初騎乗 | 1971年11月28日 | 天皇賞（秋） | シュンサクリュウ | 12頭 | 7    | 5着  |

### 主な騎乗馬
- ゼットアロー（1970年中京記念）
- シュンサクオー（1971年高松宮杯）
- シュンサクリュウ（1972年京都記念（春））
- シングン（1972年金鯱賞）
- フジノタカワシ（1974年スワンステークス）
- スズカハード（1975年金鯱賞）
- パッシングベンチャ（1976年京都大賞典）
- スリークルト（1977年京都4歳特別）
- リネンジョオー（1977年京都牝馬特別）
- リキタイコー（1977年CBC賞、1978年中日新聞杯）
- キャプテンナムラ（1978年阪神大賞典）
- テルノエイト（1979年シンザン記念, 札幌記念、1980年阪急杯）
- シルクスキー（1979年阪神牝馬特別）
- タニノテスコ（1980年京阪杯）
- バンブトンハーレー（1982年阪急杯）
- ロングワーズ（1982年小倉記念、京都記念（秋））
- シンウルフ（1983年スプリンターズステークス）
- ハッピープログレス（1984年スプリンターズステークス）
- ピーターホーラー（1986年・1987年愛知杯）

その他
- トウコウエルザ（1976年宝塚記念3着）
- スズカコバン
- ジャンボキング
- ノアノハコブネ

## 調教師成績
|            | 日付           | 競馬場・開催   | 競走名             | 馬名             | 頭数 | 人気 | 着順 |
| ---------- | -------------- | -------------- | ------------------ | ---------------- | ---- | ---- | ---- |
| 初出走     | 1989年3月4日   | 1回阪神3日11R  | うずしおS          | タカシャネル     | 9頭  | 7    | 9着  |
| 初勝利     | 1989年3月26日  | 2回阪神2日3R   | 3歳未勝利          | リュウシャムソン | 10頭 | 1    | 1着  |
| 重賞初出走 | 1989年12月17日 | 5回阪神6日11R  | 阪神3歳S           | ツールドフランス | 12頭 | 11   | 10着 |
| 重賞初勝利 | 1995年2月11日  | 1回東京5日9R   | 東京障害特別（春） | リターンエース   | 13頭 | 1    | 1着  |
| G1初出走   | 1992年11月15日 | 5回京都4日10R  | エリザベス女王杯   | リュウホウ       | 18頭 | 16   | 11着 |
| G1初勝利   | 2013年5月19日  | 2回東京10日11R | 優駿牝馬           | メイショウマンボ | 18頭 | 9    | 1着  |

### 主な管理馬
※太字はGIレース
- リターンエース（1995年東京障害特別 (春)・阪神障害ステークス (春)・京都大障害 (春) ）
- テスコガリバー（1997年阪神障害ステークス (春)）
- メイショウオウドウ（2000年産経大阪杯、2001年鳴尾記念）
- ホーマンキュート（2002年名古屋優駿）
- キョウワロアリング（2007年北九州記念）
- メイショウマンボ（2013年優駿牝馬・秋華賞・エリザベス女王杯・フィリーズレビュー）

## おもな厩舎所属者
※太字は門下生。括弧内は厩舎所属期間と所属中の職分。
- 小崎憲（1992年-1997年 厩務員、調教厩務員、調教助手）
- 飯田祐史（1993年-2014年 騎手、技術調教師）
- 荒川義之（1995年-2007年 厩務員、調教厩務員、調教助手）
- 吉村圭司（1996年-2004年 厩務員、調教助手）
- 嘉堂信雄（1999年-2006年 騎手）
- 今村康成（2008年-2014年 騎手）